# Collenberg (Halver)
Collenberg ist eine Hofschaft in Halver im Märkischen Kreis im Regierungsbezirk Arnsberg in Nordrhein-Westfalen (Deutschland).

## Lage und Beschreibung
Collenberg liegt südöstlich des Halveraner Hauptortes auf 410 Meter über Normalnull. Der Ort ist über eine Nebenstraße zu erreichen, die zwischen Neuenherweg und Burg von der Landesstraße L528 abzweigt und auch Stichterweide, Sticht und Schlemme anbindet. Weitere Nachbarorte sind Im Heede, Oberherweg, Schröders Herweg, Im Wiebusch, Grund, Bergfeld und Schneehohl.
Um Collenberg entspringen mehrere Quellbäche der Schlemme, ein Zufluss der Volme.

## Geschichte
Collenberg wurde erstmals 1557 urkundlich erwähnt, die Entstehungszeit der heutigen Siedlung wird zwischen 1400 und 1500 in der Folge der späten mittelalterlichen Ausbauperiode vermutet. Collenberg war ein Abspliss der Hofschaften Burg oder Sticht.
Spätestens seit dem Frühmittelalter (nach anderen Angaben seit frühgeschichtlicher Zeit) kreuzten sich zwei Altstraßen in Halver – der Handels-, Pilger- und Heerweg zwischen Köln und Soest (die heutige Landesstraße L284) einerseits und der Weg von Hagen nach Siegen (die heutige Landesstraße L528) andererseits. Beide liefen auf gemeinsamer Strecke auf der Trasse der heutigen Landesstraße L528 westlich an Collenberg vorbei.